# 크리스티안 더널라케
크리스티안 더널라케(루마니아어: Cristian Dănălache, 1982년 7월 15일 ~ )는 루마니아의 전 축구 선수로 현역 시절 포지션은 공격수였다. K리그 등록명은 크리스찬이다.

## 축구인 생활

### 선수
2012년 장쑤 쑤닝 소속으로 중국 슈퍼리그에서 23골을 넣어 득점왕에 오르며 중국축구협회 올해의 축구선수로 선정되었다.
2015년 신장 톈산 쉐바오 소속으로 중국 갑급리그에서 24골을 넣어 득점 순위 2위에 올랐다.
2016년 경남 FC로 이적하며 K리그에 입문하였으며, 그 해 19골을 넣어 K리그 챌린지 2016 득점 2위를 차지하였다. 20골을 넣은 득점왕 김동찬 선수와는 겨우 1골 차이였으며, 패널티킥을 제외한 필드골만을 합산하면 오히려 더 득점이 믾았다.
2017년 경남을 떠나 중국으로 복귀할 것으로 전망되었으나, 태국으로 이적한 김동찬의 대체자로 대전 시티즌에 입단하였다. 그 결과 팀이 순위 꼴찌를 기록하였음 에도 9득점을 기록하여 득점 순위 7위에 올랐다.

## 기타
최종 학력이 대졸인 관계로 대학생은 군면제되는 루마니아에서 병역이 면제되었다.